# Ичкерия (газета)
«Ичке́рия» — газета‚ выходившая в непризнанной Чеченской Республике Ичкерия в 1992—1994 и 1995—2001 годах.

## История
Газета была основана в 1992 году как орган дудаевского Правительства ЧРИ. В том же году правительство ЧРИ передало газете часть помещений и имущества газеты «Голос Чеченской Республики».
Указом Президента ЧРИ от 28 апреля 1992 года «Ичкерия» получила статус официальной республиканской газеты. Тем же указом Кабинету Министров ЧРИ было поручено обеспечить газету необходимыми финансовыми и материально-техническими средствами.
С конца 1994 года, после ввода российских войск в Чечню, газета полгода не издавалась. Летом 1995 года издание газеты «Ичкерия» было возобновлено в полуподпольных условиях. С конца 1996 года газета стала выходить регулярно. Основное содержание — официальные документы, постановления и заявления представителей администрации ЧРИ. Газета как официальное издание поддерживала администрацию Аслана Масхадова. Также на страницах газеты широко освещались события в республике.
В 1997 году газета награждена орденом «Яхь» (с чеч. — «гордость»).
В начале мая 2000 года возле села Гойты сотрудниками омона был задержан бывший главный редактор издания 61-летний Ваха Дадулагов, он был доставлен в Ханкалу, где находилась главная военная база Объединненой группировки федеральных войск.

## Главные редакторы
- Муса Темишев (1992)[10][11].
- Ваха Дадулагов (1995)[9][12].
- Хасан Бакаев (1996—1999)[13][5].